# Piet van Katwijk
Piet van Katwijk (Oploo, 27 februari 1950 – 's-Hertogenbosch, 24 februari 2025) was een Nederlands wielrenner. Hij was beroepsrenner van 1974 tot 1983.
Hij deed mee aan de Olympische Zomerspelen 1972 in München. In de door Hennie Kuiper gewonnen wegwedstrijd eindigde hij als elfde. Van Katwijk behaalde als profrenner 32 zeges waaronder etappes in de Ronde van Zwitserland, de Ronde van België en de Acht van Chaam. Zijn favoriete wedstrijd was Gent-Wevelgem: hij eindigde enkele keren hoog in het klassement van deze wedstrijd. Van Katwijks broers Jan en Fons waren eveneens beroepsrenner, net zoals Jans zoon Alain van Katwijk.
Als jochie van 5, 6 jaar oud ging Van Katwijk achter op de fiets met zijn vader naar de Motocross der Azen, een internationale motorcrosswedstrijd in het naburige Noord-Brabantse dorp Sint Anthonis. Thuis deden de kinderen de cross na: Ze maakten een springschans en reden rondjes om de boerderij heen. Ze hadden echter te weinig geld om een crossmotor te kopen, dus werd er gefietst. Drie van de elf kinderen kregen zo de smaak te pakken dat ze gingen wielrennen. Later ging Piet van Katwijk samen met Henk van Kessel, wereldkampioen in de 50cc-klasse in 1974, conditietraining doen.
Van Katwijk overleed op 24 februari 2025 op 74-jarige leeftijd.

## Belangrijkste overwinningen
1973
- 2e etappe Milk Race
- 3e etappe Milk Race
- 5e etappe Milk Race
- Eindklassement Milk Race
- Ronde van Noord-Holland

1974
- Acht van Chaam

1976
- etappe in de Ronde van Zwitserland
- 5e etappe Deel B Ronde van België

1977
- Omloop van Oost-Vlaanderen
- 2e etappe Ronde van Nederland
- Ronde van Luxemburg

1979
- Omloop der Vlaamse Ardennen
- 3e etappe Ronde van Indre en Loire

## Resultaten in voornaamste wedstrijden
| Jaar | Ronde van Italië | Ronde van Frankrijk | Ronde van Spanje |
| ---- | ---------------- | ------------------- | ---------------- |
| 1974 |                  | 102e                |                  |
| 1975 |                  |                     | opgave           |
| 1976 |                  | buiten tijd         |                  |
| 1977 |                  | buiten tijd         |                  |
| 1978 |                  |                     |                  |
| 1979 |                  |                     |                  |
| 1980 |                  |                     |                  |
| 1981 |                  |                     |                  |

| Jaar | Milaan-San Remo | Gent-Wevelgem | Ronde van Vlaanderen | Parijs-Roubaix | Amstel Gold Race | E3 Harelbeke | Waalse Pijl |
| ---- | --------------- | ------------- | -------------------- | -------------- | ---------------- | ------------ | ----------- |
| 1974 |                 |               |                      |                |                  |              |             |
| 1975 |                 |               |                      |                | 14e              |              | 55e         |
| 1976 | 21e             | 4e            |                      | 11e            | 12e              |              |             |
| 1977 |                 | Brons         | 20e                  | 5e             |                  |              |             |
| 1978 |                 | 13e           |                      | 14e            |                  | 8e           | 19e         |
| 1979 | 78e             | 13e           | 5e                   |                |                  |              | 49e         |
| 1980 |                 | Brons         | 26e                  | 10e            |                  |              |             |
| 1981 | 61e             | 91e           |                      |                |                  |              | 62e         |

Wielerploegen van Piet van Katwijk
Alaimo ·
Allan ·
Becker · 
Beurskens ·
Blok · 
De Bisschop ·
Duijndam ·
F. den Hertog ·
N. den Hertog ·
Hulzebosch ·
Kamper ·
van Katwijk ·
van der Meijden ·
Ottenbros ·
Poppe ·
Priem ·
H. Prinsen ·
W. Prinsen ·
Schoeters ·
Segers ·
Smit ·
van Tol ·
de Vlam ·
Westrus
David Allan ·
Donald Allan ·
De Bisschop ·
De Cauwer ·
van Dongen ·
F. den Hertog ·
N. den Hertog ·
Hulzebosch ·
Kamper ·
van Katwijk ·
Koken ·
Kuiper  ·
Martins ·
Mendes ·
Ottenbros ·
Poppe ·
Priem ·
Prinsen ·
Reybrouck ·
Smit ·

Van Braeckel ·
Van Neste
Cary ·
De Cauwer ·
van Dongen ·
Haritz ·
van den Hoek ·
Hoogendoorn ·
Karstens · 
J. van Katwijk ·
P. van Katwijk ·
Knetemann ·
Kuiper  ·
Lloyd ·
Pijnen ·
Pronk ·
Raas ·
Thurau ·
Van der Helst
Bauwens ·
De Cauwer ·
Haritz ·
van den Hoek ·
Karstens · 
van Katwijk ·
Knetemann ·
Kuiper ·
Lubberding ·
Nickson ·
Pijnen ·
Pronk ·
Thurau
De Cauwer ·
De Gendt ·
Gevers ·
Huisjes ·
van den Hoek ·
Karstens · 
van Katwijk ·
Knetemann  ·
Kuiper ·
Lubberding ·
Nickson (tot 15/06) ·
Priem · 
Raas · 
Thaler · 
van der Velde · 
Wellens · 
Wesemael
De Gendt ·
Gevers ·
Havik ·
Hildred ·
van den Hoek ·
van Katwijk ·
Knetemann  ·
Mutter ·
Lubberding ·
Oosterbosch · 
Priem · 
Pronk ·
Raas  · 
Sutter ·
Thaler · 
van der Velde · 
van Vliet ·
Wellens · 
Wesemael
Breu ·
De Gendt ·
van den Hoek ·
van Katwijk ·
Knetemann ·
Mutter ·
Lubberding ·
Oosterbosch · 
Priem · 
Pronk ·
Raas  · 
van der Velde · 
van Vliet ·
Wellens · 
Wesemael · 
Wijnands · 
Zoetemelk
De Roo ·
De Witte ·
Devos ·
Frijns ·
Havik ·
Hildred ·
Van Houwelingen ·
Janiszewski ·
F. van Katwijk ·
P. van Katwijk ·
Maertens  ·
Pirard ·
Sergeant (vanaf 01/09)  ·
Van Linden ·
Van Vlierberghe ·
Vandeperre ·
Vanhaerens · 
Verlinden ·
Versluys · 
J. Wellens ·
L. Wellens (vanaf 01/03) ·
P. Wellens